# حسن مبروک
حسن مبروک (انگلیسی: Hassan Mabrouk؛ زادهٔ ۲۹ ژوئیهٔ ۱۹۸۲) بازیکن هندبال مصری‌تبار اهل قطر است.